# Saccoblastia
Saccoblastia är ett släkte av svampar. Saccoblastia ingår i familjen Saccoblastiaceae, ordningen Atractiellales, klassen Atractiellomycetes, divisionen basidiesvampar och riket svampar.
| Saccoblastia | \| \| Saccoblastia ovispora \| \| \| \| |
|              | \| \| Saccoblastia ovispora \| \| \| \| |
|              | Saccoblastia ovispora                   |
|              |                                         |

|  | Saccoblastia ovispora |
|  |                       |